# لزلی مانیگات
لزلی مانیگات (انگلیسی: Leslie Manigat; زاده ۱۶ اوت ۱۹۳۰ – درگذشته ۲۷ ژوئن ۲۰۱۴) سیاستمدار، دانشگاهی، و نویسنده اهل هائیتی بود. وی از ۷ فوریه ۱۹۸۸ تا ۲۰ ژوئن ۱۹۸۸ رئیس‌جمهور این کشور بود.
لزلی مانیگات در ۲۷ ژوئن ۲۰۱۴، در سن ۸۳ سالگی درگذشت.